# Лохос
Лохос, лох (др.-греч. λόχος) — название военного подразделения пехотинцев в античных армиях. В современном греческом языке «лохос» обозначает роту. Начальник лохоса назывался лохаг (капитан), имел под командой 4 пентекостеров («пятидесятников») и 16 эномотархов.
У лакедемонян лохосом называлось подразделение численностью 512 человек, делившееся на 4 пентекостии (128 человек) и на 16 эномотий (4 человека по фронту и 8 в глубину = 32 человека). Каждый из округов (мора) выставлял 4 лохоса, из них 2 из людей вполне боеспособных (как бы действующие) и 2 — из самых молодых и престарелых граждан, предназначавшихся преимущественно для обороны городов (как бы резервные). Если в поход выступал сам полемарх, начальник моры, то он командовал лохосом 1-го призыва, a лохаг становился его помощником. Конный лохос состоял из 300 всадников.
В греческих наёмных дружинах лохос состоял из 100 человек. Группа лохосов образовывала фалангу.
У македонян лохосом назывался один ряд в 16 человек глубиной. Передний его человек (лохаг) начальствовал лохосом, a задний (ураг) следил за порядком. Лохос делился в глубину на 2 димирии и на 4 эномотии (по 4 человека).
У карфагенян лохос представлял особый отряд при особе полководца из знатнейших нубийцев под названием священного лохоса. Такой же лохос встречается y фиванцев в IV веке до н. э.